# Kraftwerk Jinámar
Das Kraftwerk Jinámar (spanisch Central térmica de Jinámar) ist ein Ölkraftwerk bei der Ortschaft Jinámar im Nordosten der Insel Gran Canaria in der Nähe von Las Palmas de Gran Canaria. Es liegt direkt an der Autobahn GC-1 am Meer und besitzt eine eigene Autobahnanbindung. Eigentümer und Betreiber ist die Unión Eléctrica de Canarias (UNELCO), eine Tochtergesellschaft der ENDESA. In der Nähe des Kraftwerks befindet sich eine Meerwasserentsalzungsanlage. Es besitzt eine installierte Leistung von 415,6 Megawatt, was etwa 40 % der konventionell gewonnenen elektrischen Energie in Gran Canaria entspricht und nutzt fossile Brennstoffe. Zwei dieselbefeuerte Turbinen mit einer Leistung von je 25 MW gingen 1992 in Betrieb.
2009 wurde bekannt gegeben, dass die Treibhausgasemissionen durch Verbesserung der Verbrennungstechnik um 52 Prozent gesenkt werden sollen, um spanische Grenzwerte einzuhalten. Das Kraftwerk erhielt das ISO 14001-Zertifikat, nachdem die Emissionen von Partikeln, SO2 und NOx dank Verbesserungen der Elektrofilter und der Verwendung von Magnesiumoxid im Verbrennungsprozess gesenkt worden waren. Durch die Senkung des Verbrauchs des Kraftwerks konnten die CO2-Emissionen gesenkt werden.
Im Mai 2007 stellte der Betreiber in das Umspannwerk des Kraftwerks einen dritten Maschinentransformator auf, der die Verbindungen der beiden Kraftwerke Jinámar und Barranco de Tirajana regelt. Der neue Transformator ist zehn Meter lang, sieben Meter breit, sieben Meter hoch und 214 Tonnen schwer.

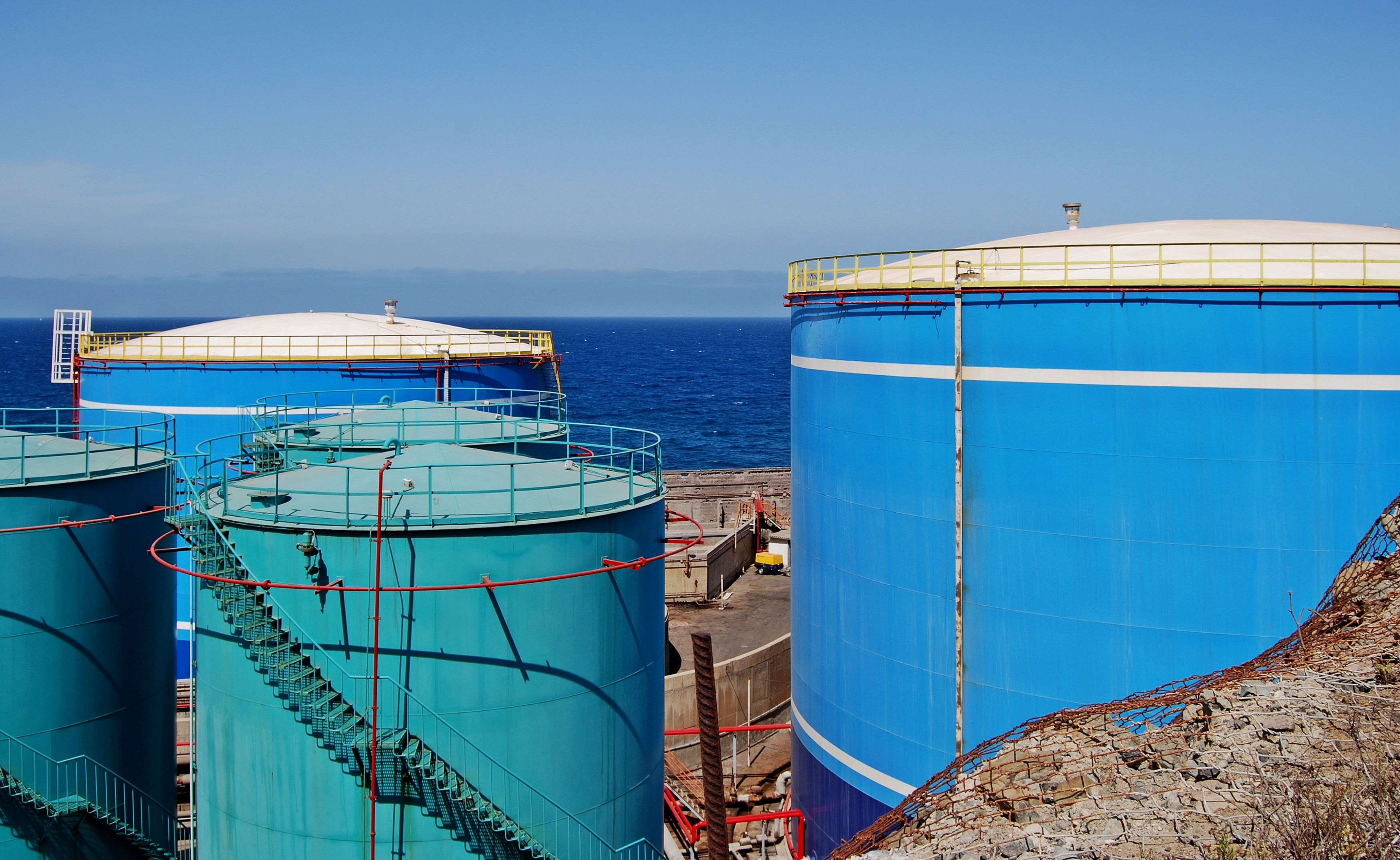
Öltanks des Kraftwerks
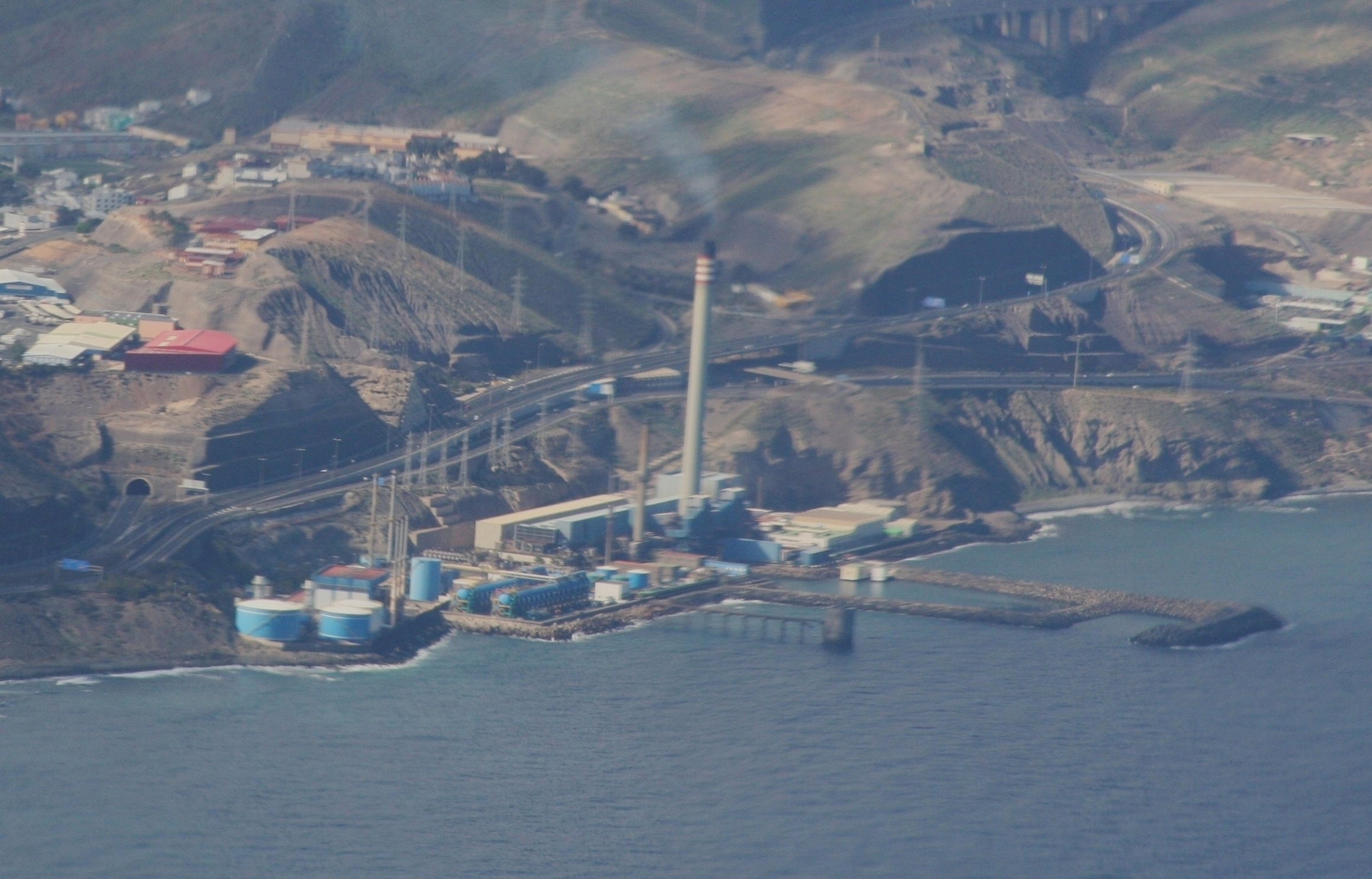
Luftaufnahme des Kraftwerks